# Marie de la Passion de Chappotin
Hélène Marie Philippine de Chappotin de Neuville, F.M.M., řeholním jménem Marie od Umučení (21. května 1839, Nantes – 15. listopadu 1904, Sanremo) byla francouzská římskokatolická řeholnice a misionářka, zakladatelka a členka kongregace Františkánských misijních sester Marie. Katolická církev ji uctívá jako blahoslavenou.

## Život

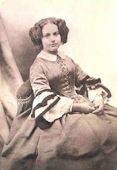
Fotografie

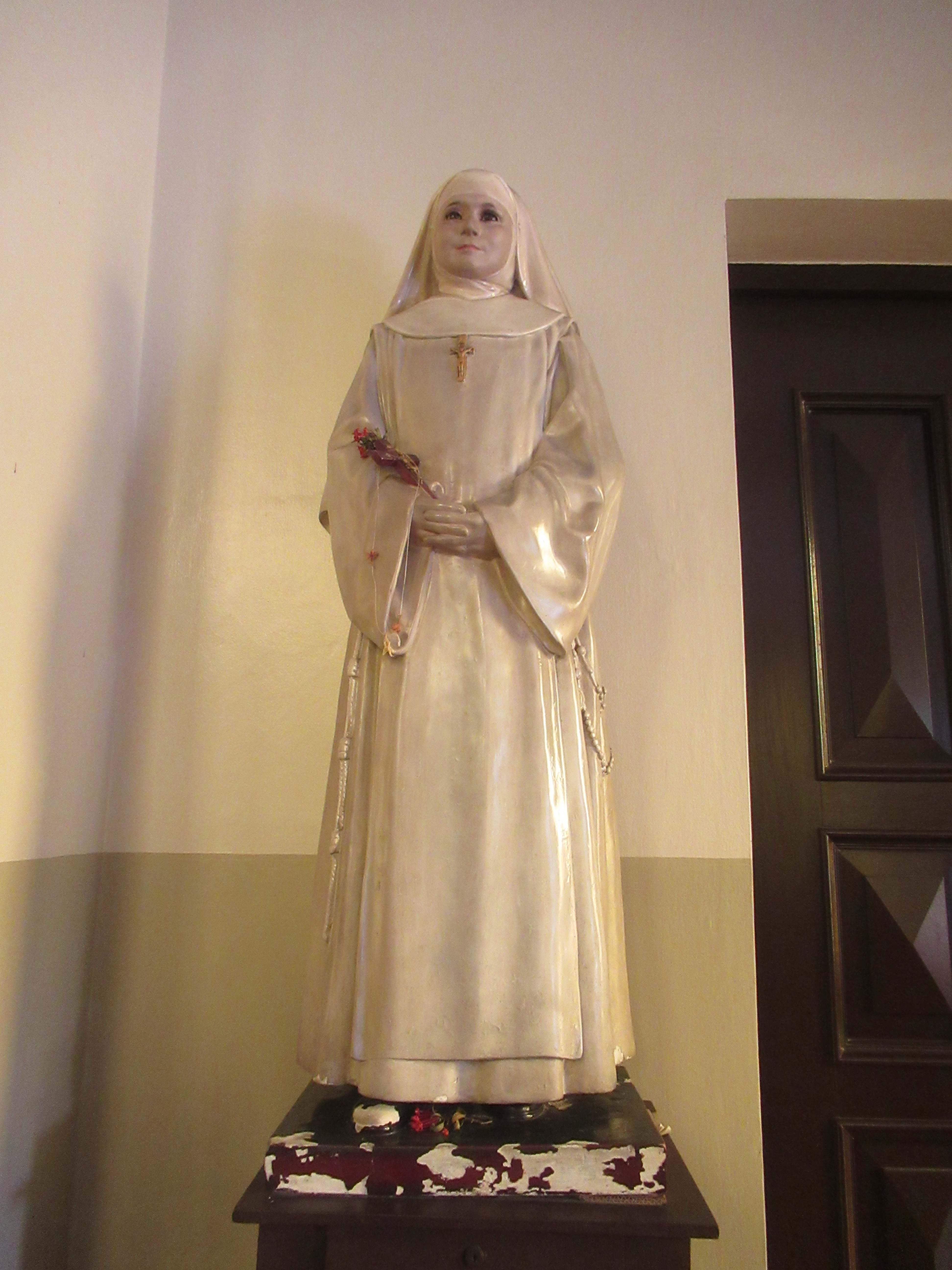
Její soška

Narodila se dne 21. května 1839 v Nantes v departementu Loire-Atlantique do rodiny nižší šlechty. Její otec Charles de Chappotin byl inženýr. Během duchovních cvičení v dubnu roku 1856 prožila hluboký duchovní zážitek.
Po této zkušenosti se rozhodla pro zasvěcený život. V roce 1859 však její matka náhle zemřela a ona převzala domácnost. V prosinci roku 1860 vstoupila se svolením nanteského biskupa do místního kláštera klarisek, ke kterým ji přitahoval ideál františkánské prostoty a chudoby. Dne 23. ledna 1861, ještě jako postulantka, prožila další hlubokou duchovní zkušenost, která na ni měla velký vliv. Brzy však onemocněla a musela klášter opustit.
Na jaře roku 1864 poté, co se uzdravila, vstoupila na radu svého zpovědníka do kláštera nově založené kongregace Sester Marie Réparatrice, která měla klauzurní charakter a kladla důraz na praxi duchovních cvičení sv. Ignáce z Loyoly. Dne 15. srpna 1860 přijala řeholní hábit kongregace a nové řeholní jméno Marie od Umučení. Před koncem svého noviciátu však byla pověřena doprovodem skupiny sester na apoštolský vikariát Madurai v Indii, který byl pod správou Tovaryšstva Ježíšova. Zde se poté věnovala spolu s dalšími sestrami apoštolátu a dne 3. května 1866 složila své první dočasné řeholní sliby.
Díky svým přednostem si získala důvěru zakladatelky kongregace bl. Émilie d'Oultremont, která ji jmenovala představenou její řeholní komunity. O rok později složila své doživotní řeholní sliby a stala se představenou dalších tří řeholních komunit v oblasti. Pod jejím vedením začala činnost sester vzkvétat. Založila také nový řeholní dům na území apoštolského vikariátu Coimbatore.
Roku 1876 došlo mezi řeholními domy v oblasti k napětí. V důsledku těchto sporů odešla spolu s 20 sestrami do řeholního domu v Oocatamundu, který byl majetkem vikariátu, a se souhlasem místního apoštolského vikáře se rozhodli zde pokračovat ve své činnosti. Po nějaké době odcestovala do Říma, aby získala povolení Svatého stolce pro osamostatnění své řeholní komunity. Dne 6. ledna 1877 získala souhlas papeže bl. Pia IX. pro řeholní institut, který měl mít misionářské zaměření. To je považováno za datum založení nové kongregace Františkánských misijních sester Marie, které se stala představenou.
Nová kongregace spojovala kontemplativní modlitbu a misijní službou. Její vizí bylo, aby sestry z kongregace také chodily k potřebným do jejich obydlí a poskytovaly jim lékařskou pomoc a další dobročinné služby. Zřídila dům noviciátu v Saint-Brieuc ve Francii, aby se zde budoucí členky kongregace formovaly a připravovaly na činnost v zámoří. Záhy se kongregace začala rozrůstat o nové členky.
V roce 1880 musela znovu odcestovat do Říma, aby vyřešila některé právní problémy jí založené kongregace. V červnu roku 1882 se znovu vrátila do Říma. Dosáhla zde velkého úspěchu, kdy dostala povolení otevřít mateřský dům své kongregace v samotném Římě. Jednala zde také s představeným Řádu menších bratří, aby se inspirovala františkánským charismatem, které pak zapracovala do stanov kongregace.
V březnu roku 1883 byla poté, co se objevily obvinění proti ní, odvolána z úřadu představené a bylo jí nařízeno, aby se izolovala od ostatních sester. Papež Lev XIII. nařídil šetření, ve kterém byla zbavena všech obvinění. Na generální kapitule v červenci roku 1884 byla znovu zvolena generální představenou jí založené kongregace, která se dále rozrůstala a dne 12. srpna 1885 získala od Svatého stolce oficiální schválení.
Misie Františkánských misijních sester Marie byla pod jejím vedením zřízena i v mnoha dalších zemích. V roce 1900 musela čelit ztrátě komunity sester v Tchaj-jüanu v Číně, které byly popraveny během povstání boxerů. Těchto 7 řeholních sester bylo později svatořečeno ve skupině dalších čínských mučedníků.
V úřadu generální představené své kongregace pak zůstala až do své smrti. Zemřela dne 15. listopadu 1904 v Sanremu. Pohřbena byla v mateřském domě jí založené kongregace v Římě.

## Úcta
Její beatifikační proces započal dne 19. ledna 1979, čímž obdržela titul služebnice Boží. Dne 28. června 1999 ji papež sv. Jan Pavel II. podepsáním dekretu o jejích hrdinských ctnostech prohlásil za ctihodnou. Dne 23. dubna 2002 byl uznán zázrak na jeho přímluvu, potřebný pro její blahořečení.
Blahořečena pak byla dne 20. října 2002 na Svatopetrském náměstí papežem sv. Janem Pavlem II.
Její památka je připomínána 15. listopadu. Bývá zobrazována v řeholním oděvu.